# Pentlandite
La pentlandite est un sulfure de fer et de nickel de formule (Fe,Ni)9S8, de système cristallin cubique, groupe d'espace {\displaystyle Fm{\bar {3}}m}, dureté 3½-4, couleur jaune-bronze clair. Sa structure consiste en un empilement cubique de soufre, les deux cations occupant partiellement les cavités tétraédriques et octaédriques. 
Le rapport fer/nickel est très proche de 1 et les pôles purs n'existent pas à l'état naturel, ni n'ont jamais été synthétisés. Les cristaux mixtes existent seulement dans un intervalle de composition étroit autour du rapport 1 : 1.
On trouve la pentlandite presque toujours en co-croissance avec la pyrrhotite, avec laquelle elle forme les « pyrrhotites nickélifères », qui sont utilisées pour en extraire le nickel (une autre source importante est la garniérite, ou « serpentine nickélifère »). 
L'aspect et l'éclat de la pentlandite sont similaires à ceux de la pyrrhotite, mais la pentlandite n'est pas magnétique et son trait est de couleur bronze.
Rarement pure, elle contient souvent du cobalt qui modifie le point de fusion :
- 0 % Co : 610 °C ;
- 7,5 % Co : 630 °C ;
- 40,8 % Co : 746 °C.

La pression joue un rôle inverse.